# Fodil Megharia
Fodil Megharia (arabisch فضيل مغارية, DMG Faḍīl Maġāriya; * 23. Mai 1961 in Chlef) ist ein ehemaliger algerischer Fußballspieler. Er verbrachte seine gesamte Vereinskarriere bei seinem Heimatverein ASO Chlef und dem tunesischen Verein Club Africain, mit denen er 1991 die CAF Champions League gewann.

## Vereinskarriere
Mit achtzehn Jahren trat Megharia der Jugendabteilung seines Heimatklubs ASO Chlef bei. Der Verteidiger überzeugte auf Anhieb durch seine Leistungen und wurde in der darauffolgenden Saison in die erste Mannschaft befördert. Zur Saison 1989 wechselte er nach Tunesien zum Club Africain. In der ersten Saison verpasste er mit dem Team nur knapp das Double und beendete die Saison als Vizemeister und Pokalfinalist. In der Saison 1990 wurde Fodil Megharia tunesischer Meister und erreichte das Finale des Afrikapokals der Pokalsieger. Im Dezember 1991 gewann er die CAF Champions League und einige Monate später die Meistertitel und den Pokal. Als Sieger der afrikanischen Champions League qualifizierte man sich für den Afro-Asien-Pokal und besiegte den asiatischen Vertreter Al-Hilal. Nach der erfolgreichen Phase beendete Club Africain die Saison 1992/1993 auf dem fünften Platz und schied im Pokal im Viertelfinale aus. Nach der Saison gab es im Kader einen Umbruch und er kehrte zu ASO Chlef zurück, wo er bis zum Ende seiner Karriere blieb.

## Nationalmannschaftskarriere
1984 wurde er von der algerischen Nationalmannschaft nominiert. Sein Debüt gab er gegen die Fußballnationalmannschaft der DDR. Bei der Fußball-Weltmeisterschaft 1986 in Mexiko gehörte er zum Kader und stand bei zwei Auftritten der Algerier auf dem Platz. Er nahm als Stammspieler an vier Afrikameisterschaften teil, darunter der Afrika-Cup 1990 im eigenen Land, wo Fodil Megharia die Afrikameisterschaft gewann.

## Titel und Erfolge
Club Africain
- Tunesischer Meister
  - Meister: 1990, 1992
  - Vizemeister: 1989, 1991
- Tunesischer Pokal
  - Sieger: 1992
  - Finalist: 1989
- CAF Champions League
  - Sieger: 
1991
- Afroasiatischer Pokal
  - Sieger: 1992
- Afrikanischer Pokal der Pokalsieger
  - Finalist: 1990

Algerische Nationalmannschaft
- Afrikameister
  - Sieger: 1990
- Afro-Asien-Pokal für Nationalmannschaften
  - Sieger: 1991
- WM-Teilnehmer
  - Fußball-Weltmeisterschaft 1986
- Teilnahme beim Afrikapokal
  - 1986, 1988, 1992